# راكدة جونسونية
راكدة جونسونية (الاسم العلمي: Acinetobacter johnsonii) هي نوع من البكتيريا يتبع جنس الراكدة من الفصيلة الموراكسيلية.